# Aimag (Innere Mongolei)
Ein Aimag (mongolischᠠᠶᠢᠮᠠᠭ, ayimaɣ, IPA [æːmɑ̆ɡ̊]; kyrillisch: аймаг), oder Bund bzw. Liga (chinesisch 盟, Pinyin méng) ist eine Verwaltungseinheit in der Inneren Mongolei, Volksrepublik China.
Aimags existieren seit der Qing-Dynastie als eine Regierungsebene. Der Kopf eines Aimag wurde aus dem Jasagh oder der Sula eines Banners gewählt, zu dem er gehört. Die ursprünglich sechs Aimags waren Jirem (Jirim), Ju Ud (Juu Uda), Josutu, Xilin Gol, Ulanqab und Ih Ju (Yeke Juu). Dazu kamen weitere im Laufe der Jahrhunderte.
Heute gehören Aimags zur Bezirksebene der chinesischen Verwaltungshierarchie und entsprechen den Regierungsbezirken in den anderen Autonomen Gebieten und Provinzen Chinas. Von den neun Aimags, die in den späten 1970er Jahren existierten, wurden im Laufe der Zeit sechs in bezirksfreie Städte umgewandelt.

## Liste der Aimags
| Alxa                 | 阿拉善           | Ālāshàn                | Bayan Hot | –                | – |
| Xilin Gol            | 锡林郭勒         | Xīlínguōlè             | Xilin Hot | –                | – |
| Hinggan              | 兴安             | Xīng'ān                | Ulanhot   | –                | – |
| Frühere Aimags       |                  |                        |           |                  | |
| Bayan Nur            | 巴彦淖尔         | Bāyànnào'ěr            | Linhe     | 1. Dezember 2003 | Bayan Nur, Bezirksfreie Stadt |
| Chahar               | 察哈尔           | Cháhā'ěr               | Baochang  | 1. Oktober 1958  | aufgegangen im Xilin-Gol-Bund |
| Hulun Buir           | 呼伦贝尔         | Hūlúnbèi'ěr            | Hailar    | 10. Oktober 2001 | Hulun Buir, Bezirksfreie Stadt |
| Hulunbuir-Nawenmuren | 呼伦贝尔纳文慕仁 | Hūlúnbèi'ěr Nàwénmùrén | –         | –                | Hulun Buir, Bezirksfreie Stadt |
| Jirem (Jirim)        | 哲里木           | Zhélǐmù                | Tongliao  | 13. Januar 1999  | Tongliao, Bezirksfreie Stadt |
| Josutu               | 卓索图           | Zhuósuǒtú              | –         | vor 1949         | verteilt auf Kreis Fuxin (in Fuxin); Kreise Chaoyang, Harqin Linker Flügel, Lingyuan und Jianping, sowie Stadt Beipiao (in Chaoyang); Kreis Pingquan (in Chengde) |
| Ju Ud (Juu Uda)      | 昭乌达           | Zhāowūdá               | Chifeng   | 10. Oktober 1983 | Chifeng, Bezirksfreie Stadt |
| Nawenmuren           | 纳文慕仁         | Nàwénmùrén             | Zalantun  | –                | Hulun Buir, Bezirksfreie Stadt |
| Ulanqab              | 乌兰察布         | Wūlánchábù             | Jining    | 1. Dezember 2003 | Ulanqab, Bezirksfreie Stadt |
| Ih Ju (Yeke Juu)     | 伊克昭           | Yīkèzhāo               | Dongsheng | 26. Februar 2001 | Ordos, Bezirksfreie Stadt |